# Gustave Marinius Heiss
Gustave Marinius Heiss, född 4 november 1904 i Meridian i Mississippi, död 7 juni 1982 i Arlington i Virginia, var en amerikansk fäktare.
Heiss blev olympisk bronsmedaljör i värja vid sommarspelen 1932 i Los Angeles.